# Бойсен, Фрида
Фрида Бойсен (швед. Frida Boisen, полное имя Frida Maria Boisen; род. 1974) — шведская журналистка и телеведущая, автор многих наград в медиа-индустрии Швеции.

## Биография
Родилась  25 сентября 1974 года в шведском муниципалитете Хернёсанд.
Училась в Школе журналистики Гётеборгского университета, после чего в 1997—2001 годах работала репортером новостей в редакционной коллегии газеты Göteborgs-Posten.
В 2001 году Фрида Бойсен была приглашённой участницей дискуссии и обозревателем в Nyhetsmorgon Söndag на телевизионном канале TV4, затем работала на TV3 и Sveriges Television.
В 2006 году она стала главным редактором модного журнала Plaza Kvinna издательства  Plaza Publishing, а в октябре 2015 года — главным редактором Bonnier Magazines & Brands.
С 2018 года Бойсен стала ведущей телепрограмм Lyxfällan и Trolljägarna и была обозревателем Expressen.
С 2019 года является обозревателем в Aftonbladet.
Фрида Бойсен замужем за менеджером Expressen Ларсом Йоханссоном (Lars Johansson).
Заранее записанную телепрограмму SVT På Spåret, сезон 2020—2021 гг., где Фрида Бойсен вела диалоги с педагогом Хамидом Зафаром, телеканал решил не показывать из-за скандала 2020 г, когда стало известно, что Зафар вёл пропаганду ненависти на интернет-форумах под псевдонимами.